# Верхнегнутовское сельское поселение
Верхнегну́товское се́льское поселе́ние — муниципальное образование в составе Чернышковского района Волгоградской области.
Административный центр — хутор Верхнегнутов.

## История
Верхнегнутовское сельское поселение образовано 22 декабря 2004 года в соответствии с Законом Волгоградской области № 976-ОД.

## Население
| 2010 | 2012 | 2013 | 2014 | 2015 | 2016 | 2017 |
| ---- | ---- | ---- | ---- | ---- | ---- | ---- |
| 988  | ↘977 | ↘961 | ↘937 | ↘925 | ↘894 | ↘883 |
| 2018 | 2019 | 2020 | 2021 |      |      |      |
| ↘867 | ↘847 | ↘841 | ↘822 |      |      |      |

## Состав сельского поселения
| № | Населённый пункт | Тип населённого пункта        | Население |
| - | ---------------- | ----------------------------- | --------- |
| 1 | Бирюков          | хутор                         | 35        |
| 2 | Верхнегнутов     | хутор, административный центр | 780       |
| 3 | Журавка          | хутор                         | 96        |
| 4 | Соколов          | хутор                         | 77        |